# Marco Corti
Marco Corti (Bergamo, 2 aprile 1986) è un ex ciclista su strada italiano, professionista dal 2008 al 2013.

## Carriera
Nato nel 1986 a Bergamo, è figlio di Claudio Corti, anche lui già ciclista. Tra gli Juniores nel 2004 è secondo alla 3Tre Bresciana, prendendo inoltre parte alla prova in linea juniores ai Mondiali di Verona; tra gli Under-23 è invece terzo nel 2006 al Gran Premio Palio del Recioto.
Dopo esperienze da stagista nel 2006 e 2007 alla Barloworld diretta da suo padre, manager del team, nel 2008, a 22 anni, passa professionista con la stessa Barloworld. Con questa squadra partecipa al Giro delle Fiandre nel 2008 e alla Parigi-Roubaix nello stesso anno, non portandole a termine. Non arriva al traguardo nemmeno alla Liegi-Bastogne-Liegi del 2009, mentre alla Milano-Sanremo dello stesso anno chiude 66º.
Nel 2010, con la chiusura della Barloworld, passa alla Footon-Servetto, partecipando al Giro d'Italia di quell'anno, e terminandolo al 139º posto, ultimo classificato. L'anno successivo, con la squadra diventata Geox-TMC, non conclude il Giro di Lombardia. Dopo essere rimasto fermo per un anno, nel 2013 corre per la Colombia, altra squadra diretta da suo padre.
Nel 2013 si ritira dalle gare, a 27 anni, diventando in seguito team manager e vicepresidente della Capriolo Ostilio Mobili-Alghisi Verniciature, squadra juniores presieduta dal padre e dedicandosi anche al triathlon.

## Piazzamenti

### Grandi Giri
- Giro d'Italia

2010: 139º

### Classiche monumento
- Milano-Sanremo

2009: 66º
- Giro delle Fiandre

2008: ritirato
- Parigi-Roubaix

2008: ritirato
- Liegi-Bastogne-Liegi

2009: ritirato
- Giro di Lombardia

2011: ritirato